# Vom avea întotdeauna Parisul (Star Trek: Generația următoare)
„Vom avea întotdeauna Parisul” („We'll Always Have Paris”) este un episod din primul sezon al serialul științifico-fantastic „Star Trek: Generația următoare”. Scenariul este scris de Deborah Dean Davis și Hannah Louise Shearer; regizor este Robert Becker. A avut premiera la 2 mai 1988.

## Prezentare
Picard își întâlnește o fostă iubită, al cărui soț a fost afectat de un accident în timpul unui experiment dimensional. O distorsiune temporală face ca Picard, Data și Riker să se vadă pe ei însăși în afara turboliftului.